# جورج إي. بارنت
جورج إي. بارنت (بالإنجليزية: George Ernest Barnett)‏ هو اقتصادي أمريكي، ولد في 19 فبراير 1873 في كامبريدج في الولايات المتحدة، وتوفي في 17 يونيو 1938.